# Traduzione metatestuale
La traduzione metatestuale è uno dei tipi di traduzione individuati dal semiologo estone Peeter Torop nell'ambito della traduzione totale, insieme alla traduzione testuale, alla traduzione intertestuale e intestuale e alla traduzione deverbalizzante. Egli definisce questo tipo di traduzione come “la traduzione di un testo intero in una cultura”. Ciò significa che un testo tradotto è sempre accompagnato da un apparato di strumenti metacomunicativi, come manuali, recensioni, citazioni e così via, che possono avere vita autonoma rispetto al prototesto. Non solo, questi metatesti permettono al lettore di interpretare il prototesto, diventandone una lettura complementare, preventiva o una rilettura.

## Descrizione e analisi
Secondo Torop, un prototesto in forma tradotta acquisisce alcune nuove funzioni e ne perde di vecchie nella cultura ricevente. Poiché però la traduzione è intesa come processo totale, a una traduzione testuale si accompagna una traduzione metatestuale, che può anche accompagnarsi a qualsiasi altro testo. È anche possibile che una traduzione metatestuale esca prima della traduzione testuale: un esempio di questo caso può essere un articolo su un quotidiano.
Citando Popovič, Torop afferma che “non c'è comunicazione senza metacomunicazione”, perciò il testo creato può essere utilizzato come testo base da molte persone: critici, insegnanti e così via, che possono creare metatesti. Nonostante siano testi di generi anche molto diversi fra loro, questi metatesti hanno un rapporto con il prototesto cui si riferiscono. Questo rapporto può essere:
- di imitazione = citazioni, traduzioni
- di selezione = si basano su alcuni elementi del prototesto (parodia, pastiche)
- di riduzione = il prototesto viene compattato (commentari, abstract, riassunti)
- di complementarità = il metatesto si basa sulle proprietà invarianti del prototesto (prefazioni, postfazioni)

Tutti i prototesti e i metatesti, inoltre, prendono parte ai processi culturali e politici e formano un sistema che funziona a livello della vita letteraria, della cultura letteraria e della politica culturale. La loro somma inoltre forma la cultura testuale, e un modo per analizzare il ruolo di testi e metatesti consiste nel considerare il metatesto subordinato alla nuova cultura, quindi prende parte ai processi d'interferenza. Per questo motivo, nell'ambito della traduzione totale, la traduzione metatestuale deve obbedire ad alcune regole imposte dalla cultura testuale, che funge da memoria culturale. All'interno della cultura testuale, trova poi spazio la cultura del testo tradotto, che funge da lettura preventiva. La traduzione metatestuale, però, può fungere sia da lettura preventiva che da lettura supplementare, e tra i due tipi di lettura c'è una certa differenza: la prima, che consiste nella lettura senza il metatesto, indica che il lettore vuole incontrare il testo altro. La seconda, invece, presuppone l'esistenza del metatesto (o dei metatesti), che fungono da «istruzioni per l'uso» della lettura.
Il carattere della traduzione metatestuale, intesa da Torop come processo, riflette il livello di una cultura, e uno degli indicatori della cultura traduttiva è la presenza di traduzioni metatestuali e il loro inserimento nella cultura. Questo processo riguarda dunque non solo singoli testi, ma anche generi letterari e intere letterature.
Infine, dal punto di vista sociologico, è bene ricordare che accanto a una metacomunicazione naturale ci può essere una metacomunicazione artificiosa, che non riflette il reale livello di introduzione di un testo in una cultura. Per questo motivo, mentre si analizza la metacomunicazione, si deve ricordare che i metatesti compaiono per cause diverse, anche se al loro interno si possono riscontrare delle regolarità.